# Bureschiana
Bureschiana es un género de escarabajos de la familia Leiodidae.

## Especies
Se reconocen las siguientes:
- Bureschiana drenskii
- Bureschiana raitchevi
- Bureschiana thracica